# Trek-Segafredo/Saison 2018
Diese Liste beschreibt die Mannschaft und die Erfolge des Radsportteams Trek-Segafredo in der Saison 2018.

## Erfolge in der UCI WorldTour
| Datum      | Rennen                          | Sieger            |
| ---------- | ------------------------------- | ----------------- |
| 23. März   | 5. Etappe Katalonien-Rundfahrt  | Jarlinson Pantano |
| 15. Mai    | 3. Etappe Kalifornien-Rundfahrt | Toms Skujins      |
| 15. Juli   | 9. Etappe Tour de France        | John Degenkolb    |
| 16. August | 4. Etappe BinckBank Tour        | Jasper Stuyven    |

## Erfolge in der UCI America Tour
| Datum      | Rennen                            | Kat. | Sieger          |
| ---------- | --------------------------------- | ---- | --------------- |
| 23. Januar | 3. Etappe Vuelta a San Juan (EZF) | 2.1  | Ryan Mullen     |
| 28. Januar | 7. Etappe Vuelta a San Juan       | 2.1  | Giacomo Nizzolo |

## Erfolge in der UCI Europe Tour
| Datum         | Rennen                                      | Kat. | Sieger         |
| ------------- | ------------------------------------------- | ---- | -------------- |
| 25. Januar    | Trofeo Felanitx-Ses Salines-Campos-Porreres | 1.1  | John Degenkolb |
| 27. Januar    | Trofeo Lloseta-Andratx                      | 1.1  | Toms Skujins   |
| 28. Januar    | Trofeo Palma                                | 1.1  | John Degenkolb |
| 23. März      | 2. Etappe Settimana Internazionale          | 2.1  | Bauke Mollema  |
| 16. Juni      | Fyen Rundt                                  | 1.1  | Mads Pedersen  |
| 12. September | Grand Prix de Wallonie                      | 1.1  | Jasper Stuyven |
| 16. September | Grote Prijs Jef Scherens                    | 1.1  | Jasper Stuyven |
| 22. September | Tour de l’Eurométropole                     | 1.HC | Mads Pedersen  |
| 7. Oktober    | Gran Premio Beghelli                        | 1.HC | Bauke Mollema  |
| 9. Oktober    | Tre Valli Varesine                          | 1.HC | Toms Skujins   |

## Erfolge in der UCI Oceania Tour
| Datum      | Rennen                    | Kat. | Sieger        |
| ---------- | ------------------------- | ---- | ------------- |
| 2. Februar | 2. Etappe Herald Sun Tour | 2.1  | Mads Pedersen |

## Nationale Straßen-Radsportmeister
| Datum    | Rennen                                       | Sieger       |
| -------- | -------------------------------------------- | ------------ |
| 25. Juni | Äthiopische Meisterschaft – Einzelzeitfahren | Tsgabu Grmay |
| 28. Juni | Lettische Meisterschaft – Einzelzeitfahren   | Toms Skujins |
| 28. Juni | Irische Meisterschaft – Einzelzeitfahren     | Ryan Mullen  |

## Mannschaft
| Teamkader 2018                            | Teamkader 2018    | Teamkader 2018     | Teamkader 2018                      |
| Name                                      | Geburtsdatum      | Land               | Vorheriges Team                     |
| ----------------------------------------- | ----------------- | ------------------ | ----------------------------------- |
| Eugenio Alafaci                           | 9. August 1990    | Italien            | Leopard-Trek Continental (2013)     |
| Fumiyuki Beppu                            | 10. April 1983    | Japan              | Orica-GreenEDGE (2013)              |
| Julien Bernard                            | 17. März 1992     | Frankreich         | SCO Dijon (2015)                    |
| Gianluca Brambilla                        | 22. August 1987   | Italien            | Quick-Step Floors (2017)            |
| Matthias Brändle                          | 7. Dezember 1989  | Österreich         | IAM Cycling (2016)                  |
| Nicola Conci                              | 5. Januar 1997    | Italien            | Zalf Euromobil Désirée Fior (2017)  |
| Gregory Daniel                            | 8. November 1994  | Vereinigte Staaten | Axeon-Hagens Berman (2016)          |
| Koen de Kort                              | 8. September 1982 | Niederlande        | Giant-Alpecin (2016)                |
| John Degenkolb                            | 7. Januar 1989    | Deutschland        | Giant-Alpecin (2016)                |
| Laurent Didier                            | 19. Juli 1984     | Luxemburg          | Saxo Bank-Sungard (2011)            |
| Niklas Eg                                 | 6. Januar 1995    | Dänemark           | Virtu Cycling (2017)                |
| Fabio Felline                             | 29. März 1990     | Italien            | Androni Giocattoli-Venezuela (2013) |
| Alex Frame                                | 18. Juni 1993     | Neuseeland         | JLT Condor (2017)                   |
| Michael Gogl                              | 4. November 1993  | Österreich         | Tinkoff (2016)                      |
| Tsgabu Grmay                              | 25. August 1991   | Äthiopien          | Bahrain-Merida (2017)               |
| Ruben Guerreiro                           | 6. Juli 1994      | Portugal           | Axeon-Hagens Berman (2016)          |
| Markel Irízar                             | 5. Februar 1980   | Spanien            | Team RadioShack (2011)              |
| Bauke Mollema                             | 26. November 1986 | Niederlande        | Belkin (2014)                       |
| Ryan Mullen                               | 7. August 1994    | Irland             | Cannondale-Drapac (2017)            |
| Giacomo Nizzolo                           | 30. Januar 1989   | Italien            | Trevigiani Dynamon Bottoli (2010)   |
| Mads Pedersen                             | 18. Dezember 1995 | Dänemark           | Stölting Service Group (2016)       |
| Jarlinson Pantano                         | 19. November 1988 | Kolumbien          | IAM Cycling (2016)                  |
| Grégory Rast                              | 17. Januar 1980   | Schweiz            | Team RadioShack (2011)              |
| Toms Skujiņš                              | 15. Juni 1991     | Lettland           | Cannondale-Drapac (2017)            |
| Kiel Reijnen                              | 1. Juni 1986      | Vereinigte Staaten | UnitedHealthcare (2015)             |
| Peter Stetina                             | 8. August 1987    | Vereinigte Staaten | BMC Racing Team (2015)              |
| Jasper Stuyven                            | 17. April 1992    | Belgien            | Bontrager (2013)                    |
| Boy van Poppel                            | 18. Januar 1988   | Niederlande        | Vacansoleil-DCM (2013)              |
|                                           |                   |                    |                                     |
| Quellen: ProCyclingStats Cycling Quotient |                   |                    |                                     |